# Anomalopidae
Anomalopidae – rodzina ryb beryksokształtnych (Beryciformes).

## Klasyfikacja
Rodzaje zaliczane do tej rodziny:
Anomalops — Kryptophanaron — Parmops — Photoblepharon — Phthanophaneron — Protoblepharon